# NGC 4469
NGC 4469 (другие обозначения — UGC 7622, MCG 2-32-89, ZWG 70.121, VCC 1190, IRAS12269+0901, PGC 41164) — галактика в созвездии Дева.
Этот объект входит в число перечисленных в оригинальной редакции «Нового общего каталога».
Внешний диск в галактике явно наклонён к внутренней структуре.